# Elisabethbucht
Die Elisabethbucht (englisch Elizabeth Bay, portugiesisch Golfo de Santa Estevão) ist eine Meeresbucht sowie ehemalige Hafen- und Diamanten-Bergbaustadt im Diamantensperrgebiet im südlichen Namibia. Sie liegt etwa dreißig Kilometer südlich der Lüderitzbucht und der Stadt Lüderitz; südlich der Elisabethbucht befindet sich Possession Island.

## Wirtschaftliche Bedeutung
Von 1908 bis 1950 und von 1991 bis 1998 wurden hier Diamanten geschürft. Anderen Quellen nach wurden hier Diamanten von 1911 bis zum Ersten Weltkrieg, anschließend bis 1930 und erst wieder ab 1991 bis 2009 gefördert. Von 1991 bis 2018 wurden mehr als vier Millionen Karat abgebaut.
2005 sollte das Bergwerk wieder, für eine maximale Lebensdauer von acht Jahren, in Betrieb genommen werden. 2011 wurde der Abbau wieder aufgenommen und hielt, trotz einer erwarteten Lebensdauer von vier Jahren, bis einschließlich 2018 an. Das Bergwerk stand seitdem still und wurde im September 2020 von Namdeb verkauft.
Elisabethbucht ist heute eine Geisterstadt und aufgrund ihrer Lage im Sperrgebiet nur eingeschränkt touristisch zugänglich.

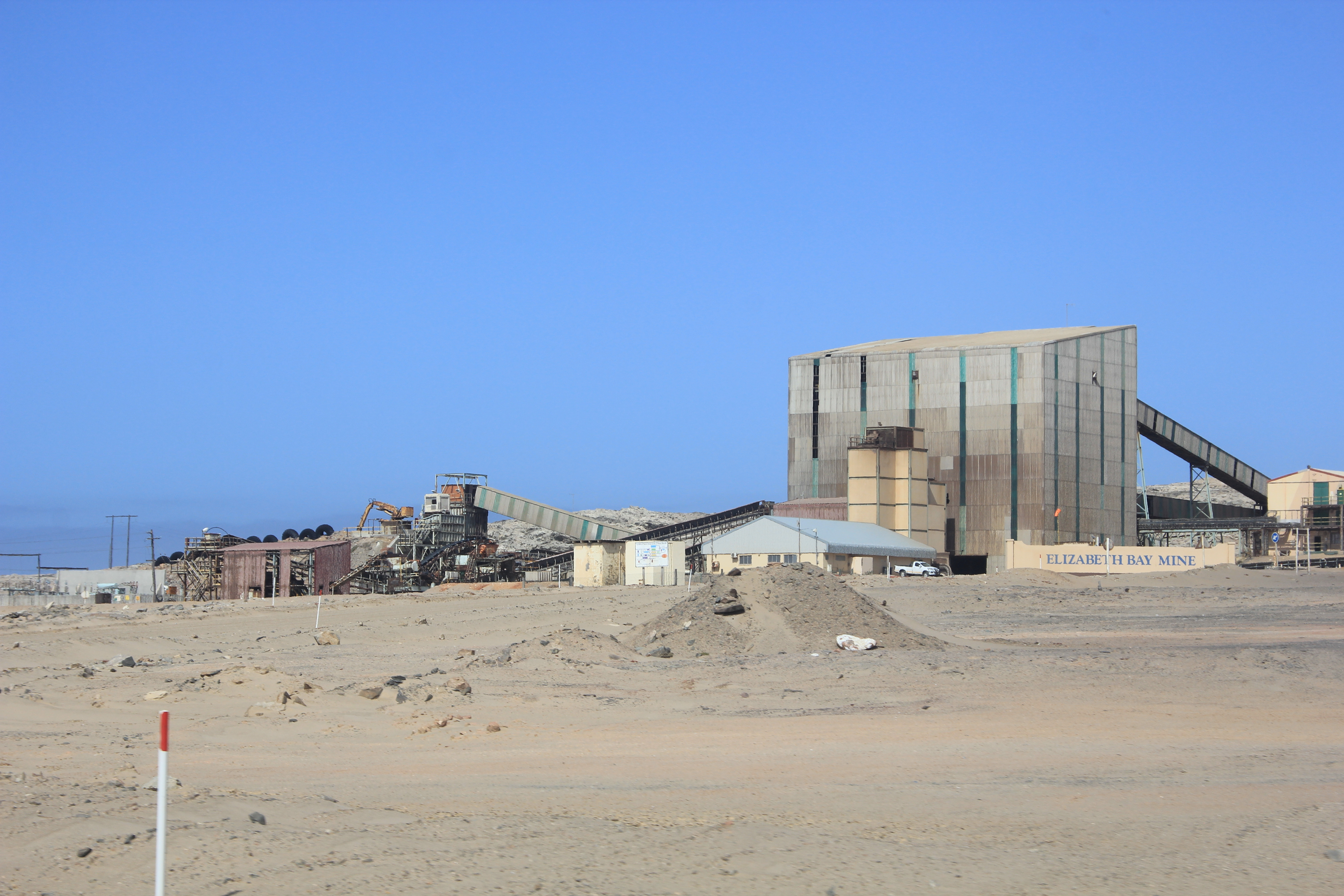
Die moderne Diamantenwaschanlage außer Betrieb (2018)
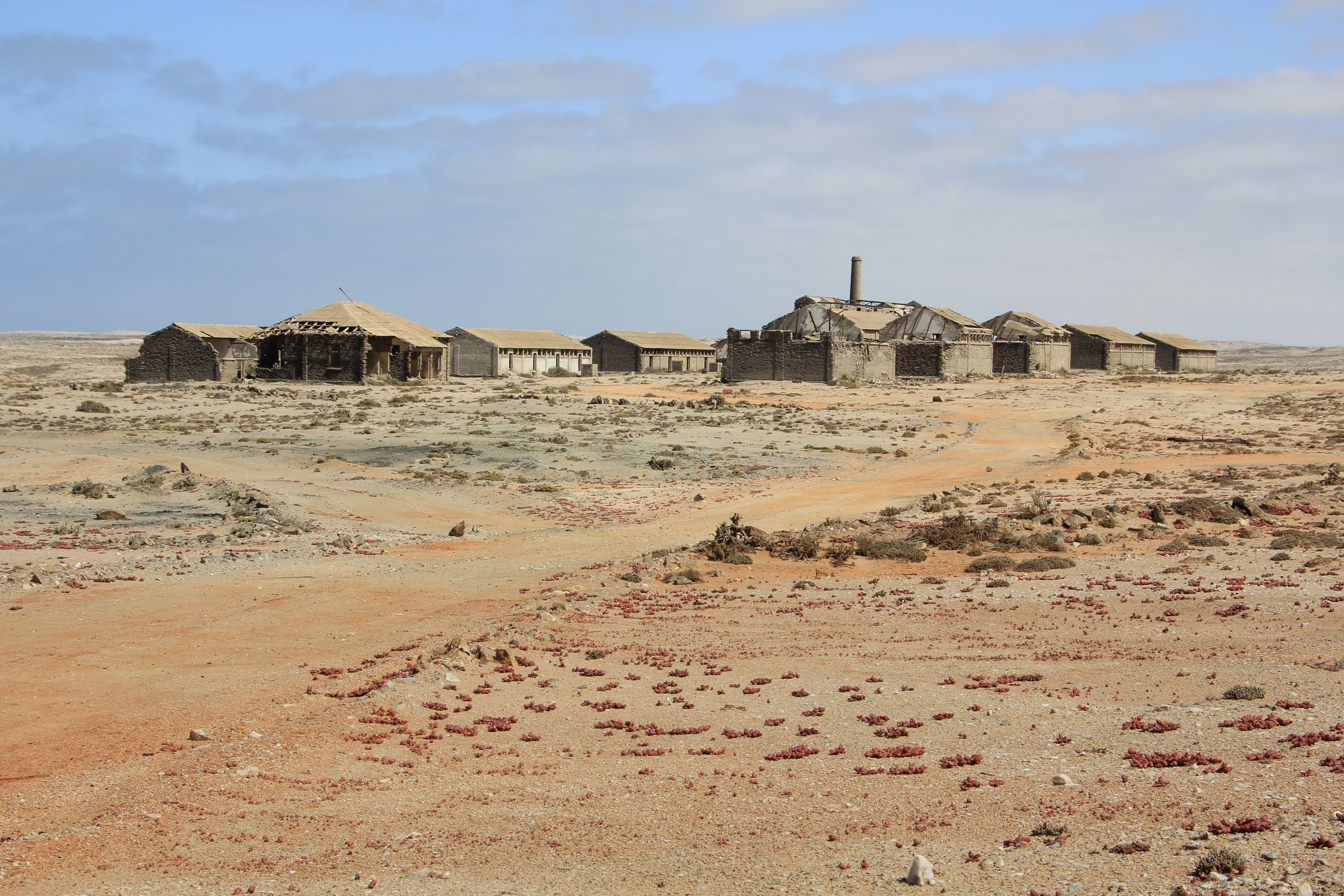
Ein Teil der Geisterstadt Elisabethbucht (2018)

## Trivia
Der Musiker Hauschka hat ein Musikstück, das diesem Ort gewidmet ist, auf seinem Album Abandoned City veröffentlicht.